# Tim Hagans
Tim Hagans (Dayton, 19 augustus 1954) is een Amerikaanse jazztrompettist.

## Carrière
Hagans was leerling van Kermit Simmons en studeerde aan de Bowling Green State University. In 1974 beëindigde hij de studie om lid te worden van Stan Kentons band, waarmee hij tot 1977 werkte. In dit jaar voegde hij zich bij Woody Hermans band, maar ging echter na zes weken naar Zweden, waar hij woonde tot 1981 en onder andere speelde met Sahib Shihab, Ernie Wilkins' Almost Big Band, het Danish Radio Orchestra onder Thad Jones en Dexter Gordon.
Na zijn terugkeer in de Verenigde Staten gaf hij les aan de University of Cincinnati en van 1984 tot 1986 aan het Berklee College of Music. Daarna vestigde hij zich in New York en werkte daar met Joe Lovano en Fred Hersch, later met Bob Belden, Rick Margitza, John Hart, de Yellowjackets, de bigbands van Bob Mintzer en Maria Schneider en het Gil Evans Orchestra. Na zijn debuutalbum in 1983 nam Hagans tijdens de jaren 1990 meerdere albums op als orkestleider voor Blue Note Records. Na de beide publicaties Animation – Imagination en Re-Animation: Live in Montreal met Bob Belden, die waren beïnvloed door hiphop, drum-'n-bass en psychedelische muziek, kwam het tot een breuk met Blue Note Records. Vanaf 1996 bracht Hagans als muzikaal leider van de Norrbotten Big Band meerdere weken per jaar door in Luleå in Noord-Zweden.

## Discografie
- 1983: From the Neck Down met Steve Schmidt, Lynn Seaton, John Von Ohlen, Marc Wolfley, Sandy Suskind
- 1993: No Words met John Abercrombie, Marc Copland, Scott Lee, Joe Lovano, Bill Stewart
- 1994: Audible Architechture met Bob Belden, Larry Grenadier, Billy Kilson
- 1997: Hub Songs: The Music of Freddie Hubbard met Benny Green, Vincent Herring, Javon Jackson, Marcus Printup, Kenny Washington, Peter Washington
- 1999: Animation - Imagination met Bob Belden, DJ Smash, David Dyson, Kevin Hays, Billy Kilson, Scott Kinsey, Kurt Rosenwinkel
- 1999: Re-Animation: Live in Montreal met Bob Belden, Billy Kilson, Scott Kinsey
- 2002: Future Miles met de Norbotten Big Band
- 2005: Beautyful Lily met Marc Copland, Drew Gress, Bill Stewart
- 2008: Alone Together met Marc Copland, Drew Gress, Jochen Rückert
- 2017: Faces Under the Influence Tim Hagans and the NDR Big Band (Waiting Moon Records)

- Bibliothèque nationale de France: cb13932083r (data)
- Gemeinsame Normdatei: 134754484
- International Standard Name Identifier: 0000 0000 5514 4993
- Library of Congress Control Number: n92079644
- MusicBrainz: 214d780e-3ce9-4cb3-bce6-19b2cc97dd38
- Nationale Bibliotheek van Israël: 987007337144205171
- Système universitaire de documentation: 181821419
- Virtual International Authority File: 51878292
- WorldCat: E39PBJhX3QqgXkmJKhpr9xmfMP